# Cloruro de 4-toluenosulfonilo
El cloruro de 4-toluenosulfonilo (cloruro de p-toluenosulfonilo, cloruro de tolueno-p-sulfonilo) es un compuesto orgánico con la fórmula CH3C6H4SO2Cl. Este sólido incoloro, maloliente, es un reactivo ampliamente usado en síntesis orgánica. Se abrevia como TsCl, es un derivado del tolueno y contiene un grupo funcional cloruro de sulfonilo (-SO2Cl).

## Usos
Lo más característico y útil del TsCl es que convierte alcoholes (abreviados como ROH) en los correspondientes ésteres de toluenosulfonato, o derivados de tosilo ("tosilatos"):
CH3C6H4SO2Cl  +  ROH  →  CH3C6H4SO2OR  +  HCl
Los tosilatos pueden ser rotos por hidruro de aluminio y litio:
4 CH3C6H4SO2OR  +  LiAlH4  →  LiAl(O3SC6H4CH3)4  + 4 RH
Entonces, la tosilación seguida por reducción permite la remoción de un grupo hidroxilo.
Del mismo modo, el TsCl es usado para preparar sulfonamidas a partir de aminas:
CH3C6H4SO2Cl  +  R2NH   →   CH3C6H4SO2NR2  +  HCl
Las sulfonamidas resultantes son no básica y, cuando derivan de aminas primarias, inclusive son acídicas.
La preparación de ésteres de tosilo y amidas es llevada a cabo en presencia de una base, que absorbe el cloruro de hidrógeno liberado. La selección de la base suele ser crucial para la eficiencia de la tosilación. Bases típicas incluye la piridina y la trietilamina. Algunas bases inusuales también son usadas; por ejemplo, se usan cantidades catalíticas de cloruro de trimetilamonio en presencia de trietilamina, que ha reportado ser altamente efectiva en virtud a la trimetilamina.

## Otras reacciones
Al ser un reactivo ampliamente disponible, el TsCl ha sido examinado intensamente desde la perspectiva de su reactividad. Se usa en deshidrataciones para preparar nitrilos, isocianidas, diimidas. En una reacción inusual enfocada en el centro de azufre, el zinc reduce el TsCl al sulfinato, CH3C6H4SO2Na.

## Producción
El TsCl está disponible a precios bajos para uso en laboratorio. Es un subproducto de la producción del cloruro de o-toluenosulfonilo, mediante la clorosulfonación del tolueno:
CH3C6H5  +  SO2Cl2  →  CH3C6H4SO2Cl  +  HCl